# Culicoides anadyriensis
Culicoides anadyriensis är en tvåvingeart som beskrevs av Mirzayeva 1984. Culicoides anadyriensis ingår i släktet Culicoides och familjen svidknott. Inga underarter finns listade i Catalogue of Life.